# Asilus barbarus
Asilus barbarus là một loài ruồi trong họ Asilidae. Asilus barbarus được Linnaeus miêu tả năm 1758.